# Kuzey Tunçelli
Kuzey Tunçelli (Kocaeli, 30 de agosto de 2007) es un nadador turco, especialista en estilo libre.
Ganó una medalla de bronce en el Campeonato Mundial de Natación en Piscina Corta de 2024 y una medalla de oro en el Campeonato Europeo de Natación de 2024, ambas en la prueba de 1500 m libre.
Participó en los Juegos Olímpicos de París 2024, alcanzando la final y el quinto puesto en 1500 m libre, y finalizando en 11º lugar en 800 libre y en 23ª posición en 10 km.

## Palmarés internacional
| Campeonato Mundial en Piscina Corta | Campeonato Mundial en Piscina Corta | Campeonato Mundial en Piscina Corta | Campeonato Mundial en Piscina Corta |
| Año                                 | Lugar                               | Medalla                             | Prueba                              |
| ----------------------------------- | ----------------------------------- | ----------------------------------- | ----------------------------------- |
| 2024                                | Budapest (Hungría)                  | Medalla de bronce                   | 1500 m libre                        |
| Campeonato Europeo                  |                                     |                                     |                                     |
| Año                                 | Lugar                               | Medalla                             | Prueba                              |
| 2024                                | Belgrado (Serbia)                   | Medalla de oro                      | 1500 m libre                        |